# Maḩmūdābād-e Zardāb
Maḩmūdābād-e Zardāb (persiska: محمود آباد زرد آب) är en ort i Iran.   Den ligger i provinsen Kermanshah, i den nordvästra delen av landet, 400 km väster om huvudstaden Teheran. Maḩmūdābād-e Zardāb ligger 1 288 meter över havet och antalet invånare är 347.
Terrängen runt Maḩmūdābād-e Zardāb är varierad.Runt Maḩmūdābād-e Zardāb är det ganska tätbefolkat, med 60 invånare per kvadratkilometer. Närmaste större samhälle är Şaḩneh, 16,1 km öster om Maḩmūdābād-e Zardāb. Trakten runt Maḩmūdābād-e Zardāb består till största delen av jordbruksmark.